# Сімкін Юрій Юхимович
Ю́рій Юхи́мович Сімкін (26 травня 1933, Київ — 19 серпня 2014, Київ) — український шахіст, майстер спорту СРСР (1974). Шаховий тренер, педагог, засновник і керівник шахової спеціалізації у Львівському та Київському інститутах фізичної культури. Очолював науково-методичну комісію Федерації шахів України та комплексну наукову групу при збірній України із шахів.

## Біографія
Юрій Сімкін народився у Києві. Його шаховим тренером був Овсій Поляк.

У 1949 році став чемпіоном України серед юнаків, очолював юнацьку збірну України на багатьох змаганнях.

Закінчив Львівський сільськогосподарський інститут, інженер-електрик, кандидат технічних наук. Працював із СКБ заводу «Кінескоп», разом з Адріаном Михайльчишиним та Олегом Романишиним виступав за заводську шахову команду, що виступала на чемпіонатах СРСР серед колективів.

Триразовий чемпіон Львівської області, чемпіон Львова 1971 року, чемпіон ДСТ «Авангард» 1974 року.

Брав участь у чотирьох чемпіонатах України (найкращий результат — розподіл 11—13 місць у 1961 році).

У 1975 році заснував шахову спеціалізацію у Львівському інституті фізкультури, якою керував до 1988 року. З 1982 року доцент кафедри педагогіки, психології та шахів. У 1988 році переїхав до Києва, де відкрив та до 1995 року керував шаховою спеціалізацією в Київському інституті фізкультури.

Товаришував з Еммануїлом Картом, Олексієм Сокольським.

## Шаховий тренер
Юрій Сімкін був постійним тренером Ірини Челушкіної (чемпіонка СРСР, України, Югославії, Сербії та Чорногорії), Юрій Круппа (чемпіон України), Анжели Борсук (віце-чемпіонка України). Під його керівництвом навчалися шахів гросмейстери Василь Іванчук (віце-чемпіон світу, чемпіон світу з бліцу та рапіду) і Віталій Голод (чемпіон України), а також майбутні видатні тренери: Володимир Грабінський, Ярослав Сроковський, Олександр Сулипа, Михайло Козаков.

Він був науковим керівником дипломної роботи міжнародного гросмейстера, чемпіона світу 2002 року Руслана Пономарьова на тему: «Методичні особливості тренувальних програм для висококваліфікованих шахістів»

У 2013 року був включений у «Зал слави ФІДЕ».

## Турнірні результати

### Результати виступів у чемпіонатах України
Юрій Сімкін зіграв у чотирьох фінальних турнірах чемпіонатів України, набравши загалом 23½ з 54 можливих очок.
| Рік  | Місто  | Турнір                 | + | −  | = | Результат | Місце  |
| ---- | ------ | ---------------------- | - | -- | - | --------- | ------ |
| 1961 | Київ   | 30-й чемпіонат України | 4 | 6  | 5 | 6½ з 15   | 11—13  |
| 1966 | Київ   | 35-й чемпіонат України | 6 | 10 | 1 | 6½ з 17   | 13     |
| 1974 | Львів  | 43-й чемпіонат України |   |    |   | 6½ з 13   | 26—37  |
| 1994 | Алушта | 63-й чемпіонат України | 3 | 4  | 2 | 4 з 9     | 83—105 |

### Інші турніри
| Рік  | Місто | Турнір                  | + | − | = | Результат | Місце |
| ---- | ----- | ----------------------- | - | - | - | --------- | ----- |
| 1962 | Київ  | Першість ДСТ «Авангард» | 2 | 9 | 4 | 4 з 15    | 14    |
| 1974 | Київ  | Першість ДСТ «Авангард» |   |   |   | 10 з 13   | Gold  |
| 1975 | Київ  | Першість ДСТ «Авангард» |   |   |   | 5 з 13    | 13    |
| 1977 | Львів | Меморіал Штейна         | 5 | 5 | 3 | 6½ з 13   | 8—9   |